# Southend United FC
Southend United FC är en engelsk professionell fotbollsklubb i Southend-on-Sea, grundad den 19 maj 1906. Hemmamatcherna spelas på Roots Hall. Smeknamnen är The Blues, The Shrimpers och The Seasiders. Klubben spelar sedan säsongen 2021/2022 i National League.

## Historia

Klubbens ligaplaceringar från och med 1920.

Southend spelade i Southern Football League fram till 1920, då klubben gick med i den då helt nya Third Division i The Football League. Klubben har hållit sig kvar i The Football League sedan dess, mestadels i de lägre divisionerna men även sju säsonger i näst högsta divisionen. Högsta ligaplaceringen hittills nådde klubben 1991/92 då man blev tolva i Second Division.
En av Southends mest minnesvärda segrar är från den 7 november 2006 då man slog ut Manchester United ur Ligacupen med 1–0. Målet gjordes av Freddy Eastwood på en frispark.

## Meriter

### Liga
- The Championship eller motsvarande (nivå 2): Tolva 1991/92 (högsta ligaplacering)
- League One eller motsvarande (nivå 3): Mästare 2005/06; Tvåa och uppflyttade 1990/91
- League Two eller motsvarande (nivå 4): Mästare 1980/81; Tvåa och uppflyttade 1971/72, 1977/78; Trea och uppflyttade 1986/87, 1989/90; Playoffvinnare 2004/05, 2014/15
- Southern Football League Division 2: Mästare 1906/07, 1907/08

### Cup
- EFL Trophy: Final 2003/04, 2004/05, 2012/13
- Essex Professional Cup: Mästare 1949/50, 1952/53, 1953/54, 1954/55, 1956/57, 1961/62, 1964/65, 1966/67, 1971/72, 1972/73
- Essex Senior Cup: Mästare 1982/83, 1990/91, 1996/97, 2007/08
- Essex Thameside Trophy: Mästare 1989/90